# Achtkarspelen

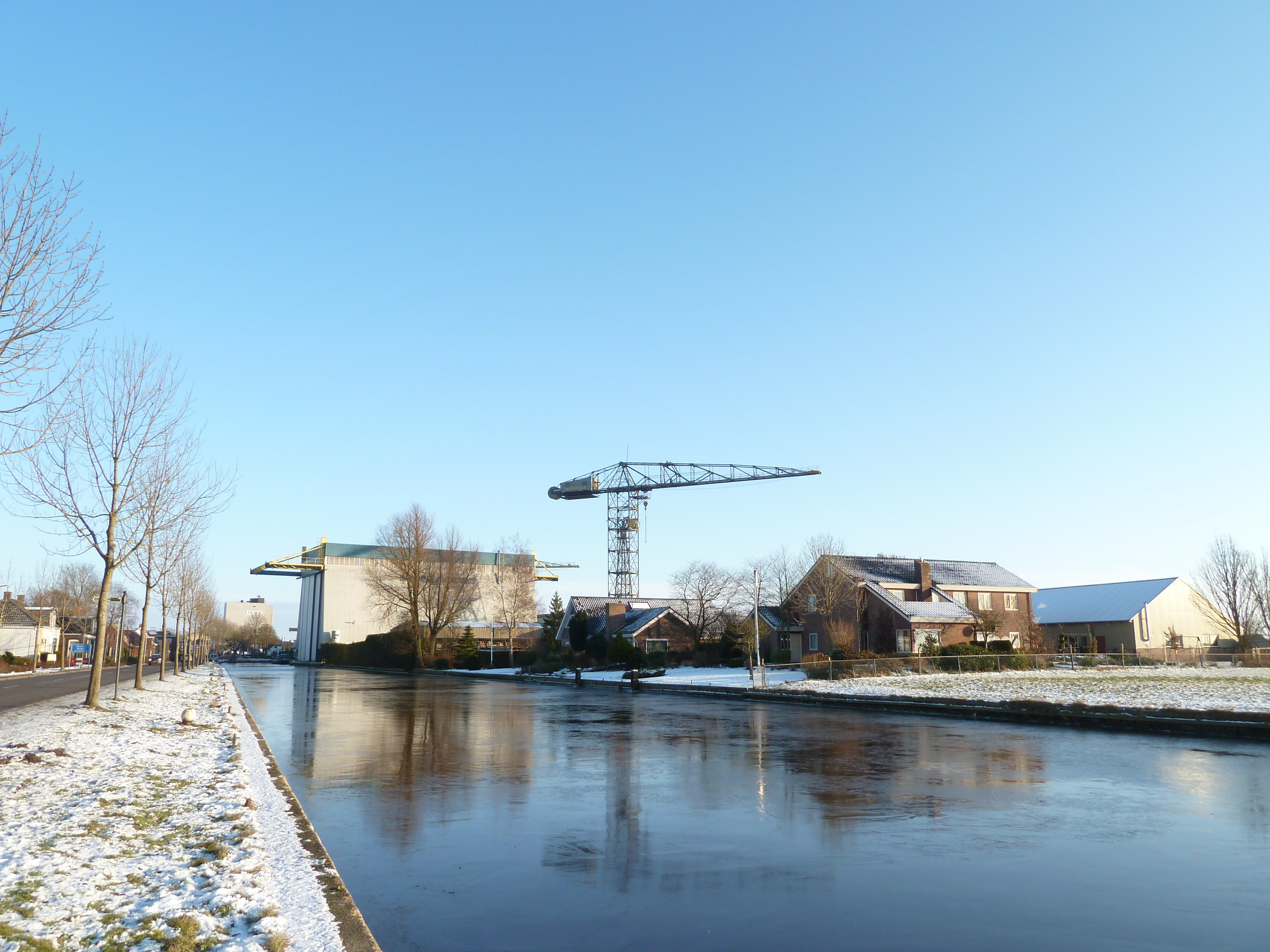

Achtkarspelen est une commune néerlandaise de Frise. Les villages appartenant à la commune sont Augustinusga, Boelenslaan, Buitenpost, Drogeham, Gerkesklooster, Harkema, Kootstertille, Stroobos, Surhuisterveen, Surhuizum, Twijzel et Twijzelerheide. Son chef-lieu est Buitenpost.

## Géographie
La commune s'étend sur 103,98 km2 dans l'est de la Frise, en limite de la province de Groningue.

## Toponymie
Le nom signifie « huit paroisses ».

## Histoire
La commune est officiellement formée en 1851.

## Démographie
Le 1er janvier 2018, la commune comptait 27 871 habitants.